# Hyles costata
Hyles costata ist ein Schmetterling (Nachtfalter) aus der Familie der Schwärmer (Sphingidae).

## Merkmale
Die Falter haben eine Flügelspannweite von 70 bis 82 Millimetern. Sie haben die typische Färbung der Gattung Hyles. Sie sehen Hyles exilis sehr ähnlich, unterscheiden sich von dieser Art jedoch geringfügig in der Färbung und bei den Männchen im Aufbau der Genitalien. An den Seiten des ersten Segments der Vorderbeine hat H. costa bis zu neun Dorne, wohingegen H. exilis bis zu 12 trägt. Die Raupen unterscheiden sich stark, weswegen der Artstatus für beide Formen gerechtfertigt ist.
Die Eier und Puppen sind unbekannt.

## Vorkommen und Verbreitung
Hyles costa ist in der Mongolei und in den angrenzenden Gebieten Russlands verbreitet, wo sie gemeinsam mit Hyles exilis auftritt. Einige wenige Nachweise gibt es weiter östlich und südlich in China. Vermutlich ist die Art aber im Norden Chinas weiter verbreitet und kommt auch in Xinjiang, Gansu, dem Norden von Shaanxi und in der Inneren Mongolei vor.
In Russland ist sie in Chakassien, Tuwa, Burjatien, Daurien, der Region Transbaikalien, der Oblast Amur und der Jüdischen Autonomen Oblast nachgewiesen. In der Mongolei ist sie im Chentii-Aimag, Uws-Aimag, Bajanchongor-Aimag, Bulgan-Aimag, in Khan Uul, im Selenge-Aimag, Dornod-Aimag, Gobi-Altai-Aimag, Chowd-Aimag, Ömnö-Gobi-Aimag und im Töw-Aimag nachgewiesen. Nachweise aus China gibt es aus Heilongjiang und Shandong.
Die Art besiedelt Trockenrasen, Steppengebiete und Waldränder. In Transbaikalien findet man sie bevorzugt in Steppengebieten an ausgedehnten Flusstälern.

## Lebensweise
Die Falter fliegen in China im Juli und in der Mongolei und in Russland je nach Verbreitungsgebiet zwischen Juni und August. Die Raupen sind anders als Hyles exilis nur an Berg-Knöterichen (Aconogonon), Vogelknöterichen (Polygonum) und Rumex (Rumex) nachgewiesen. Parasitoide der Raupen sind unbekannt.

## Belege